# Трикарбонил(циклопентадиенил)марганец

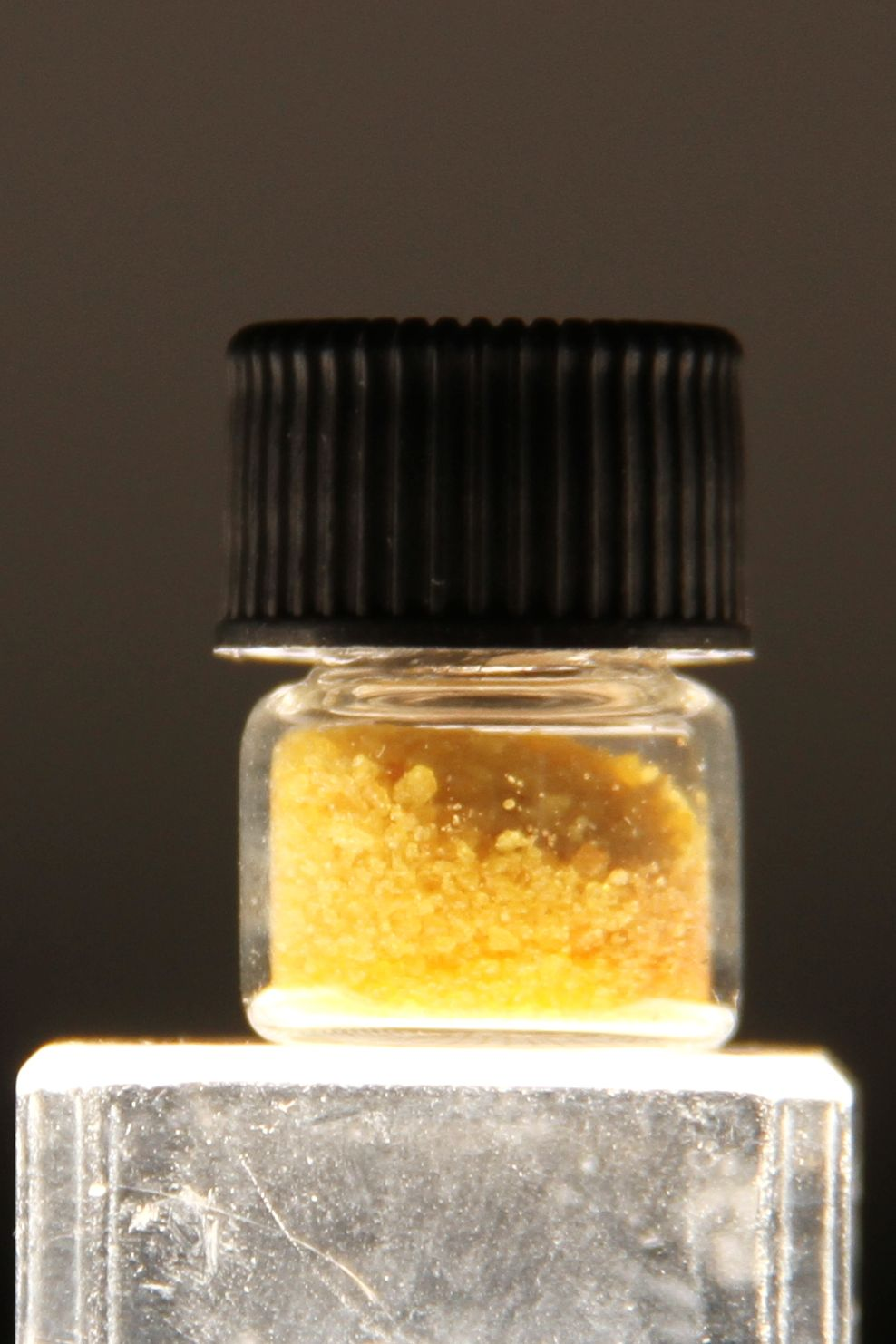
Трикарбонил(циклопентадиенил)марганец (цимантрен)

Трикарбонил(циклопентадиенил)марганец — металлоорганическое соединение,
карбонильный комплекс марганца
состава Mn(C5H5)(CO)3,
жёлтые кристаллы,
не растворяется в воде,
растворяется в органических растворителях.

## Получение
- Карбонилирование манганоцена монооксидом углерода под давлением:

{\displaystyle {\mathsf {Mn(C_{5}H_{5})_{2}+3CO\ {\xrightarrow {105^{o}C,250bar}}\ Mn(C_{5}H_{5})(CO)_{3}+C_{5}H_{5}^{\bullet }}}}

## Физические свойства
Трикарбонил(циклопентадиенил)марганец образует жёлтые легколетучие кристаллы, устойчивые на воздухе, обладают камфорным запахом.
Не растворяется в воде, растворяется в большинстве органических растворителей.